# РФК Графичар
Раднички фудбалски клуб Графичар је српски фудбалски клуб из Београда. Тренутно се такмичи у Првој лиги Србије, другом такмичарском нивоу српског фудбала. Графичар од 2017. године представља филијалу Црвене звезде и служи за развој младих играча, одакле најбољи потписују уговор са Црвеном звездом. Од сезоне 2018/19. клуб не игра више утакмице на Сењаку, већ на помоћном стадиону Црвене звезде.

## Историја
Фудбалски клуб Графичар из Београда основан је 1922. године од стране графичких радника који су одржали оснивачку скупштину на којој је изабрано прво руководство клуба на челу са председником Јосипом Штепанцом. Први званични меч клуб је одиграо крајем маја исте године са екипом Српски мач, а резултат је био 0:9. У наредном периоду клуб је имао успоне и падове, а почетак Другог светског рата значио је и обуставу свих активности.
Прва послератна скупштина клуба одржана је крајем октобра 1945. године, а за председника је изабран Борко Костић. Наредни период обележило је такмичење у нижим ранговима такмичења, да би освајањем Прве београдске лиге у сезони 1973/74, Графичар по први пут изборио пласман у Београдску зону, а већ наредне године добио је свој стадион на Топчидерској звезди, на чијем отварању је гост била Црвена звезда на челу са Драганом Џајићем.
Новија историја донела је и највеће успехе у историји клуба. Период у коме екипа није успевала да направи искорак и пласира се у ранг изнад Београдске зоне окончан је, па је клуб све чешће обезбеђивао пласман у Српску лигу Београд. Кључни помак донела је сезона 2015/16. обележена освајањем 1. места у Београдској зони и повратком у виши ранг, јер је након тога клуб за само три године, већ у сезони 2018/19, стигао до пласмана у Прву лигу Србије. Важну улогу у постизању овог историјског резултата има и чињеница да је фудбалски клуб Графичар од 2017. године филијала Црвене звезде.
У сезони 2019/20, иначе дебитантској у Првој лиги Србије, Графичар је заузео другу позицију, чиме је изборен историјски пласман у Суперлигу Србије. Ипак клуб је одустао од такмичења у највишем рангу.

## Новији резултати
| Сезона   | Ранг | Лига                | Позиција | ИГ | Д  | Н  | П  | ГД | ГП | ГР  | Бод | Куп                  |
| -------- | ---- | ------------------- | -------- | -- | -- | -- | -- | -- | -- | --- | --- | -------------------- |
| 2009/10. | 3    | Српска лига Београд | 14.      | 30 | 9  | 7  | 14 | 28 | 44 | -16 | 34  | Није се квалификовао |
| 2010/11. | 3    | Српска лига Београд | 15.      | 30 | 10 | 7  | 13 | 34 | 36 | -2  | 37  | Није се квалификовао |
| 2011/12. | 4    | Београдска зона     | 9.       | 34 | 12 | 10 | 12 | 43 | 49 | -6  | 46  | Није се квалификовао |
| 2012/13. | 4    | Београдска зона     | 4.       | 32 | 16 | 6  | 10 | 49 | 35 | +14 | 54  | Није се квалификовао |
| 2013/14. | 4    | Београдска зона     | 14.      | 30 | 6  | 9  | 15 | 27 | 41 | -14 | 27  | Није се квалификовао |
| 2014/15. | 4    | Београдска зона     | 5.       | 28 | 12 | 5  | 11 | 31 | 38 | -7  | 41  | Није се квалификовао |
| 2015/16. | 4    | Београдска зона     | 1.       | 28 | 20 | 6  | 2  | 72 | 22 | +50 | 66  | Није се квалификовао |
| 2016/17. | 3    | Српска лига Београд | 5.       | 30 | 13 | 6  | 11 | 49 | 46 | +3  | 45  | Није се квалификовао |
| 2017/18. | 3    | Српска лига Београд | 2.       | 30 | 17 | 8  | 5  | 59 | 30 | +29 | 59  | Није се квалификовао |
| 2018/19. | 3    | Српска лига Београд | 1.       | 30 | 23 | 6  | 1  | 80 | 23 | +57 | 75  | Није се квалификовао |
| 2019/20. | 2    | Прва лига Србије    | 2.       | 30 | 16 | 6  | 8  | 49 | 27 | +22 | 54  | Није се квалификовао |
| 2020/21. | 2    | Прва лига Србије    | 7.       | 34 | 13 | 12 | 9  | 46 | 34 | +12 | 51  | Шеснаестина финала   |
| 2021/22. | 2    | Прва лига Србије    | 9.       | 37 | 15 | 6  | 16 | 62 | 48 | +14 | 51  | Претколо             |
| 2022/23. | 2    | Прва лига Србије    | 3.       | 37 | 17 | 9  | 11 | 65 | 46 | +19 | 60  | Шеснаестина финала   |
| 2023/24. | 2    | Прва лига Србије    | 8.       | 37 | 12 | 12 | 13 | 51 | 54 | -3  | 48  | Осмина финала        |
| 2024/25. | 2    | Прва лига Србије    | 6.       | 37 | 13 | 14 | 10 | 49 | 49 | 0   | 53  | Шеснаестина финала   |
| 2025/26. | 2    | Прва лига Србије    | —        | —  | —  | —  | —  | —  | —  | —   | —   | —                    |

## Познати бивши играчи
- Владимир Волков
- Алекса Терзић